# Гебреа, Анна
Анна Гебреа (алб. Anna Gjebrea; 26 января 2009, Тирана, Албания) — албанская певица. Представила Албанию на «Детском Евровидении — 2021» с песней «Stand By You» и заняла на нём 14-е место.
Дочь известного албанского певца Ардита Гебреа.

## Биография
Анна Гебреа родилась 26 января 2009 года в Тиране, столице Албании.
Свою музыкальную карьеру Анна начала в 2017 году, регулярно выступая на сцене со своим отцом. Одним из их популярных выступлений является исполнение песни «Per ty».

### Конкурс «Детское Евровидение — 2021»
23 октября 2021 года албанский телевещатель «RTSH» объявил, что Анна одержала победу на конкурсе «Junior Fest 2021» и получила право представить Албанию на «Детском Евровидении — 2021» с песней «Stand By You», написанной Адамом Уоттсом, Ганнином Арнольдом, Санни М’Майрурой и Энди Чучи.
Конкурс состоялся 19 декабря 2021 года в Париже, Франция. По итогам голосования Анна получила 84 балла, заняв 14-е место (из 19-ти участников).

## Дискография

### Синглы
| Название                       | Год  | Альбом              |
| ------------------------------ | ---- | ------------------- |
| «Per ty» (Анна и Ардит Гебреа) | 2017 | Внеальбомные синглы |
| «Stand By You»                 | 2021 | Внеальбомные синглы |
| «Throwback»                    | 2022 | Внеальбомные синглы |
| «Just Dance»                   | 2022 | Внеальбомные синглы |